# موسى مناروف
موسى هيرمانوفيتش مناروف (بالروسية: Муса Хираманович Манаров من مواليد 22 مارس 1951) هو رائد فضاء سوفيتي من أصل أذربيجاني قضى 541 يوما في الفضاء. كان عقيدا في سلاح الجو السوفيتي وتخرج من معهد موسكو للطيران مع دبلوم الهندسة في عام 1974. وفي 1 ديسمبر 1978 تم ترقيته إلى رائد فضاء.